# Plan de paix Elon
Pour les articles homonymes, voir Elon.
Le Plan de paix Elon ou plan Elon est une proposition apportée au conflit israélo-palestinien formulée par le rabbin Binyamin Elon, alors ministre du tourisme du gouvernement israélien de Ariel Sharon. Ce plan va à l'encontre des propositions qui ont été faites auparavant et défend :
- une annexion formelle de la Cisjordanie et de la Bande de Gaza par Israël,
- le départ volontaire des Palestiniens vers la Jordanie.

Jugé hors de propos à l'époque par la majorité des Israéliens et des Palestiniens, un sondage en 2005 a pourtant crédité le plan Elon d'un large soutien des Israéliens, par opposition au plan de désengagement de la bande de Gaza mis en application par Ariel Sharon. Un projet de loi encourageant un plan similaire a été introduite dans le Congrès des États-Unis.

## Détails du plan
En 1988, la Jordanie annule ses prétentions de contrôle sur la Cisjordanie et retire la citoyenneté jordanienne aux Palestiniens qui y habitent. Le plan Elon prévoit de demander à la Jordanie d'accepter de nouveau comme citoyens les habitants de Cisjordanie et de la Bande de Gaza. Ceux qui parmi ces nouveaux citoyens jordaniens ne souhaiteraient pas déménager, resteraient alors en Israël en tant que résidents permanents étrangers (sans droits de vote), à condition qu'ils respectent pacifiquement les lois.
Selon Elon, toutes ces dispositions pourraient être prises en accord avec la Jordanie et la population palestinienne. De plus, Elon et son parti, Moledet, proposent que la communauté internationale et Israël allouent des ressources pour :
- "terminer l'échange de population commencé en 1948", et
- "financer une réhabilitation totale des réfugiés et leur intégration et naturalisation dans plusieurs pays d'accueil".

Elon continue à défendre son plan. Il s'est d'ailleurs rendu en Jordanie en 2004.

## Débat sur le plan
Les défenseurs du plan mettent en avant plusieurs avantages supposés :
- la fin sans délai du conflit israélo-palestinien,
- la résolution du problème des réfugiés palestiniens en les aidant à obtenir une nationalité et des droits dans des pays d'accueil,
- la disparition de la menace sur l'identité d'Israël en tant qu'État juif, même après annexion des territoires.
- Ils affirment également que la faible popularité actuelle du plan ne l'empêcherait pas d'être viable et qu'il pourrait être soutenu légitimement comme plan international.